# Magnets (album)
Pour les articles homonymes, voir Magnet.
Albums de The Vapors
New Clear Days
(1980) Together
(2020)
Singles
1. Spiders
Sortie : 6 février 1981
2. Jimmie Jones
Sortie : 22 mai 1981

Magnets est le deuxième album studio du groupe britannique The Vapors. Il est sorti en 1981 sur le label Liberty Records.

## Fiche technique

### Chansons
Toutes les chansons sont écrites et composées par David Fenton, sauf Isolated Case (Edward Bazalgette, Steve Smith).
| 1. | Jimmie Jones        | 3:23 |
| 2. | Spiders             | 4:57 |
| 3. | Isolated Case       | 3:30 |
| 4. | Civic Hall          | 3:39 |
| 5. | Live at the Marquee | 4:04 |

| 6.  | Daylight Titans          | 3:23 |
| 7.  | Johnny's in Love (Again) | 3:45 |
| 8.  | Can't Talk Anymore       | 3:18 |
| 9.  | Lenina                   | 2:46 |
| 10. | Silver Machines          | 3:52 |
| 11. | Magnets                  | 6:14 |

Magnets a été réédité au format CD en 2000 avec trois morceaux supplémentaires.
| 12. | Galleries for Guns (face B de Spiders)   | 4:46 |
| 13. | Jimmie Jones (version sortie en single)  | 3:24 |
| 14. | Daylight Titans (face B de Jimmie Jones) | 3:24 |

### Musiciens
- David Fenton : chant, guitare rythmique
- Edward Bazalgette (en) : guitare solo
- Steve Smith : basse, chœurs
- Howard Smith : batterie, percussions

### Équipe de production
- David Tickle (en) : producteur
- Martin Handford : illustration de la pochette

### Classements et certifications
| Pays (classement)          | Meilleure place |
| -------------------------- | --------------- |
| Canada (RPM)               | 39              |
| États-Unis (Billboard 200) | 109             |